# 忠教寺
忠教寺（ちゅうきょうじ）は、福島県いわき市平四ツ波にある臨済宗妙心寺派の寺院。

## 歴史
806年（大同元年）、徳一によって開山された。その後、領主の岩城貞隆によって1593年（文禄2年）に本堂が再建された。
当寺の本尊は釈迦如来で、1688年（元禄元年）に磐城平藩の藩主内藤義孝が寄進したものである。鎌倉時代初期の作といわれており、福島県の重要文化財に指定されている。

## 文化財
- 木造釈迦如来坐像（福島県指定重要文化財 昭和30年12月27日指定）[2]
- 石森のカリン（福島県指定天然記念物 昭和30年12月27日指定）[2]
- 石森観音堂鰐口（いわき市指定文化財 昭和62年3月31日指定）[3]

## 交通アクセス
- いわき中央ICより車15分。